# Batalla de la isla Terceira
El combate naval de Terceira (o Tercera) tuvo lugar el 26 de julio de 1582 en aguas de la isla Terceira y la isla de São Miguel (San Miguel) de las Azores entre una escuadra española de 25 naves, al mando de don Álvaro de Bazán, y otra escuadra francesa de 64, al mando del almirante Felipe de Pedro Strozzi, y que terminó con una aplastante, y decisiva, victoria para los españoles. Esta fue la primera batalla naval de la historia en la que participaron galeones de guerra, y también fue la primera batalla naval que se libró en mar abierto.
En esta batalla participó el poeta y dramaturgo Félix Lope de Vega.

## Antecedentes
En 1580, tras la muerte sin sucesión del rey Sebastián I de Portugal en la batalla de Alcazarquivir, y el posterior fallecimiento de Enrique I el Cardenal, Felipe II de España fue reconocido como rey de Portugal, con el nombre de Felipe I de Portugal, por las Cortes de Tomar.
El  nombramiento de Felipe no fue bien aceptado en Francia ni en Inglaterra, por el poder que significaba para la casa de Austria, por lo que apoyaron la causa de don Antonio, prior de Crato, quien también pretendía la Corona de Portugal. Con esto intentaban evitar la unión de los imperios coloniales de España y Portugal, lo que convertía a Felipe II en uno de los monarcas más poderosos de Europa.
Todas las posesiones portuguesas, salvo las islas Azores o Terceras, reconocían a Felipe II como rey de Portugal. Estas islas eran punto de recalada para la flota de la plata de Indias, donde hacían aguada y recogían víveres para continuar viaje a España. Pese a no estar en guerra con España, Francia envió una flota a las Azores para apoyar al Prior.
En 1581 se presentan en Lisboa los comisarios de la isla de San Miguel para ofrecer su sumisión a Felipe II, por lo que se envía a dicha isla la escuadra de Galicia, al mando de Pedro de Valdés. Estaba formada por cuatro naos grandes y dos pequeñas, y llevaban 80 artilleros y 600 infantes. Su misión era limpiar el mar de corsarios y recibir a las flotas de Indias, para evitar que recalasen en territorio enemigo. Y conociendo que la de la India Oriental venía bajo el mando de don Manuel de Melo, partidario del prior de Crato, otra de sus misiones era evitar que los agentes del Prior contactaran con él.
En paralelo se prepara en Lisboa una armada de 12 naos, que, mandada por Galcerán Fenollet y con el maestre de campo Lope de Figueroa, seguiría a la de Valdés, y que llevaría a San Miguel 2200 soldados, con la intención de desembarcar en la Tercera.
El 30 de junio llega Valdés a San Miguel, y su gobernador, Ambrosio de Aguiar, le informa que en la Tercera se han recibido armas y municiones. Pero la tripulación de una carabela que había interceptado le dijo que, si bien en la Tercera había muchos partidarios del Prior, estos estaban mal armados. Dando por buena esta última información, en lugar de emprender su misión de esperar a la flota de Indias, efectuó un desembarco con 350 hombres cerca de Angra. El desembarco fue un fracaso y se perdieron más de 200 hombres, entre ellos un hijo de Valdés y un sobrino de don Álvaro de Bazán.
Al llegar las flotas de Tierra Firme y Nueva España, con 43 naves, intentó convencer a sus generales, don Francisco de Luján y don Antonio Manrique, para efectuar un desembarco conjunto en la Tercera. Estos se negaron y siguieron viaje a España, encontrándose en esta singladura con la flota de Lope de Figueroa. Este les dio agua y los escoltó a Lisboa, frustrando las intenciones de Melo, que, por el descuido de Valdés, había recibido instrucciones para dirigirse a Francia.
Lope de Figueroa vuelve a las Azores, y a la vista del fracaso de Valdés, decide no efectuar el desembarco en la Tercera, al considerar que la guarnición de la isla era superior a la inicialmente estimada.
En marzo de 1582 se refuerza la isla de San Miguel con cuatro naos guipuzcoanas que lleva Rui Díaz de Mendoza, y quedan a cargo del almirante portugués Pedro Peixoto da Silva, que estaba allí con dos galeones y tres carabelas.
En mayo nueve naos francesas atacan San Miguel. El ataque es rechazado por las naos guipuzcoanas, que tuvieron 20 muertos.

## Movimientos previos
En enero de 1582 da Felipe II las órdenes de preparación de la expedición naval que ha de conquistar el reducto enemigo de las Azores occidentales. Los preparativos comienzan en la primavera bajo el mando de don Álvaro de Bazán, capitán general de las galeras de España, elegido por el rey para comandar la armada que ha de trasladarse a las islas.
En Lisboa y Sevilla se construyen los buques y se reúnen las tropas con soldados preferentemente portugueses, aunque también figuran españoles, italianos y alemanes. Pero los preparativos se retrasan porque se tienen que construir 80 barcas planas —para que desembarque la infantería—, cuya madera se cortó a finales de febrero, y se ha de elaborar un patrón que sirva de modelo común a las atarazanas andaluzas.
La expedición ha de estar compuesta por 60 naos gruesas, con los pataches y embarcaciones auxiliares correspondientes, 12 galeras y las barcas para desembarco. Aparte de los marinos, las tropas de tierra serán de 10 000 a 11 000 soldados, al mando del maestre de campo general, don Lope de Figueroa. La impedimenta constaba de provisiones para seis meses, artillería de batir, carros de municiones, mulas y caballos para atender a los servicios de transporte y acarreo.
El propósito principal de la expedición, según las órdenes del rey, es el de destruir las armadas enemigas y conquistar las islas en poder de los rebeldes. El objetivo principal está claro: derrotar a la fuerza naval adversaria; logrado este, expugnar las islas.
Mientras, Catalina de Médicis —que intenta arrastrar a su hijo Enrique III a intervenir en la intriga contra Felipe II— prepara el plan de campaña, que sería así: Strozzi, después de conquistar la isla de Madeira, ocupará las Azores para el prior de Crato; después el mariscal Brissac se apoderará de las islas de Cabo Verde; en agosto, Felipe Strozzi deberá reforzar la guarnición y dirigirse a Brasil, que será cedido a Francia por el pretendiente cuando sea rey de Portugal.
Sin embargo, en los contratos de asiento con los dueños de los buques figura que se utilizarán para proteger los buques mercantes, combatir a los piratas o hacer lo que ordene el rey  o la reina madre. La noticia de que Felipe II está preparando una expedición naval contra las islas Azores conduce a concentrar la fuerza francesa para poder hacerle frente en vez de desarrollar el plan escalonado previsto.
En Belle Isle se reúne una imponente flota de 64 buques, comandados y dotados con la élite de la marina de Francia, y 6000 hombres de armas, organizada por Strozzi como si fuese una fuerza de infantería: a las órdenes de Brissac, elegido teniente general; de Borda, mariscal de campo, y Saint Souline y de Bus, como maestres de campo. Entre los dos se reparten el mando de las 55 compañías. 7 buques ingleses entregados al pretendiente forman también parte de la flota de Strozzi.
Esta flota sale el 16 de junio y después de un mes de navegación atracan los buques en la rada de San Miguel. Los pilotos piensan que están en la isla de Santa María, y entonces Strozzi toma la decisión de desembarcar 1200 hombres para asediar el fuerte de Ponta Delgada, y aunque consigue un éxito inicial frente a la tropa que trata de resistirse al desembarco, no aprovecha la ocasión de rendir la plaza, viéndose obligado a reembarcar a sus soldados cuando se entera de la apremiante presencia de las naves de don Álvaro de Bazán.
En efecto, sabiendo Felipe II que ha salido de Francia una escuadra rumbo a las islas Azores, manda de inmediato la partida de la escuadra de Bazán que se preparaba en Lisboa. El 10 de julio se hace don Álvaro a la mar, portando su insignia en el San Martín, galeón de 1200 toneladas; le acompañan 27 naos y urcas y 5 pataches.

## Fuerzas enfrentadas
La flota española estaba mandada por el gran marino militar Álvaro de Bazán, marqués de Santa Cruz y capitán general de las Galeras de España. Mandaba dos galeones del rey, 10 naos guipuzcoanas, ocho portuguesas y castellanas, 10 urcas flamencas y una levantina, así como cinco pataches. Pero dos de las urcas desaparecieron en la noche del 24 de julio, tres naves se demoraron en Lisboa, la levantina llegó tarde y uno de los pataches había sido apresado, por lo que, en el momento del combate, solo tenía 25 bajeles de guerra.
El mando de la flota francesa lo tenía Felipe Strozzi, hijo de Pedro Strozzi, mariscal de Francia, y le secundaba Charles de Brisac, conde de Brisac, también hijo de mariscal de Francia. Se encontraba en ella don Francisco de Portugal, conde de Vimioso. También había un pequeño contingente inglés, al mando de sir Howard of Effingham. Llevaban 60 navíos con 6000 a 7000 infantes y arbolaban la bandera blanca con la flor de lis dorada.

## Batalla
El 21 de julio llega el marqués a la isla de San Miguel, con solo 27 naos y la mitad de la tropa prevista. Manda dos pataches para notificar su llegada al gobernador y decir al almirante Peijoto que se una a su escuadra, y fondea el 22 en Villafranca para hacer aguada. Le sorprende el recibimiento hostil de los lugareños, e incluso los esquifes recibieron algún arcabuzazo. Pero le dicen que son leales a Felipe II y que deberían dirigirse a Ponta Delgada. En esto llega una carabela comunicando que había salido de Lisboa con otras dos carabelas y dos naos, que las dos carabelas habían sido apresadas por los franceses y que las naos habían conseguido escapar como ellos. Uno de los pataches de descubierta viene con las noticias del apresamiento de los dos pataches que se habían enviado a Ponta Delgada. Ante la evidencia de la presencia de la flota francesa, acelera la aguada y se hace a la mar, avistando más de 60 velas que estaban ocultas al otro lado de la isla.

### El combate
La falta de viento deja a las dos escuadras inmóviles, y con la brisa del anochecer, los españoles se dirigen hacia la mar y los franceses hacia tierra.
A media noche llega a la capitana de Bazán una pinaza con noticias de Ponta Delgada. El gobernador le comunica que los franceses habían desembarcado con 3000 hombres en la isla el 15 de julio, saqueando la villa de La Laguna y tomando Ponta Delgada, salvo el castillo. Que el almirante Peijoto, en vez de hacerse a la mar, se arrimó al castillo, resultando apresadas las naves guipuzcoanas y varadas en los escollos dos carabelas y dos galeones. Que la gente de los barcos se había refugiado en el castillo, por lo que pudo resistir con más de 500 hombres. Y que al ver que los franceses se retiraban, en vez de hacerse fuertes en Ponta Delgada, supusieron que había llegado la escuadra española, por lo que despacharon la pinaza para avisarles.
Al amanecer, la flota francesa, que tenía barlovento, intenta romper la formación española sin conseguirlo. Repite el intento dos veces más durante la mañana, ya que por la tarde el viento vuelve a calmarse, dejando inmóviles a las dos flotas.
En la amanecida del 24, la situación sigue igual. A las cuatro de la tarde, los franceses, en tres columnas, atacan la retaguardia que manda Miguel de Oquendo, con sus cinco naves guipuzcoanas. La presteza de Bazán en cerrar la formación hace que fracase el ataque, y los franceses se ven obligados a retirarse con daños, pero conservando el barlovento.
Bazán ordena a sus barcos que esa noche, al ponerse la luna, sin más órdenes y sin luces, viren para ganar barlovento, esperando así encontrarse al amanecer a barlovento de los franceses, como así fue.
En la mañana del 25, se encuentra por tanto Bazán a barlovento de los franceses, y además la formación francesa está desordenada, porque estaban reparando las averías del combate de la tarde anterior. Sin embargo, Bazán no puede aprovechar esa oportunidad, puesto que a las nueve de la mañana, la nao de Cristóbal de Eraso, su segundo en el mando, pide auxilio pues se ha desarbolado. Bazán le da remolque y se pierde la ocasión de atacar.
El 26 de julio amanecen las dos flotas a tres millas una de otra, y a 18 millas de la isla de San Miguel, con la francesa situada a barlovento. Siguen navegando de orza, y parece que tampoco va a haber combate.

#### El Galeón San Mateo
Después del mediodía, el galeón San Mateo, que lleva de maestre de campo a don Lope de Figueroa se aparta de la línea hacia barlovento. Los franceses creen que pueden aislarle de la línea española, y se dirigen hacia él la capitana, la almiranta y tres galeones. Figueroa acepta el combate, y sin disparar sus cañones, se ve abordado por la capitana (por babor) y la almiranta (por estribor), mientras los otros tres galeones le hacen disparos por proa y popa. Cuando las dos naves están muy cerca, dispara su artillería, produciendo grandes daños a los franceses, y repite la descarga antes del abordaje. Pone tiradores escogidos en la gavias para barrer las cubiertas francesas. Siendo el San Mateo ya una boya, sin jarcias ni velas, mantiene combate durante dos horas. Tuvo que dar orden D. Lope a sus hombres para que no pasasen a la capitana francesa, que se había rendido, para mantener el combate con la almiranta.

#### El resto de las flotas
Los franceses atacan la línea española, que se mantiene en buen orden. El marqués suelta el remolque que llevaba y se dirige a apoyar al galeón San Mateo, al igual que el grupo de retaguardia, que llega antes. La nao Juana del capitán Garagarza aborda a la capitana francesa, abarloada al galeón, mientras Villaviciosa lo hace con la almiranta. Acuden naves francesas, que se amarran a estas últimas, y se forma un grupo de barcos en que los hombres combaten unos con otros. Miguel de Oquendo se mete a toda vela entre el San Mateo y la almiranta francesa, disparando contra ella al estar en medio. Con esta maniobra, rompe las amarras y hunde el costado de la nave francesa, a la que se aferra.
Cuando llega don Álvaro, viendo que sus barcos están dominando la situación y, al comprobar que la capitana francesa, que mandaba Strozzi, se separa del San Mateo, la aborda, al igual que la nave Catalina. En una hora, el navío francés se rinde.
Al dar por perdidas la almiranta y la Capitana, los franceses que no están trabados a naves españolas se retiran, y termina el combate a las cuatro horas de haber empezado.

#### Resultado de la batalla
Por parte española hubo 224 muertos y 550 heridos, y, aunque no se perdió ningún barco, todos quedaron con averías.
Por parte francesa se perdieron 10 navíos grandes, y se calcula que hubo unos 2000 muertos, entre ellos el almirante Felipe Strozzi.

## Consecuencias
El día 30 fondea la escuadra española en Villafranca, desembarcando heridos y prisioneros y empezando sus reparaciones.
Se inicia un juicio contra los prisioneros, acusándoles de piratas, ya que España y Francia estaban oficialmente en paz. Los franceses alegaron no ser piratas, y que tenían despachos del rey de Francia, pero don Álvaro dio por falsos esos documentos, y los condena a muerte. El 1 de agosto, en Villafranca, fueron degollados 28 señores y 52 caballeros, y ahorcados los soldados y marineros de más de 18 años de edad.
El Prior de Crato huye de la isla Tercera, embarcando en las naves francesas fugitivas.